# 柔茎锦香草
柔茎锦香草（学名：Phyllagathis tenuicaulis）为野牡丹科锦香草属下的一个种。

## 扩展阅读
- 維基物種上的相關：柔茎锦香草